# Between the Buttons
Between the Buttons är ett musikalbum av den brittiska rockgruppen The Rolling Stones utgivet i januari 1967. Albumet kom ut i en brittisk version och en amerikansk version. Det producerades av Andrew Loog Oldham och blev hans sista album som producent för gruppen.
Den amerikanska versionen av albumet innehöll den europeiska singelhiten "Let's Spend the Night Together" och den amerikanska singelettan "Ruby Tuesday". De låtar som togs bort till förmån för dessa låtar återfanns i USA på albumet Flowers. Det övriga materialet på den här skivan är inte så välkänt. Albumet var inte heller något favoritalbum för dåtidens kritiker som tyckte att man hämtade för mycket inspiration från populära band som The Kinks och The Beatles. Albumet är också ett av de mest popiga album The Rolling Stones gjort, men det har även inslag av bland annat jazz och tydig psykedelisk rock. Gruppens texter hade här börjat bli mer vårdslösa och råa. Till exempel i låten "Yesterday's Papers" där det sjungs närmast misogyniska strofer som "Who wants yesterday's papers, who wants yesterdays girl..." (Vem vill ha gårdagens tidning, vem vill ha gårdagens tjej?). Samma attityd återfinns i "Please Go Home". Samtidigt innehåller albumet också låtar med en betydligt varmare syn på kvinnor så som den folkrockinspirerade låten "She Smiled Sweetly". En del låtar som "Connection" och "Something Happend to Me Yesterday" refererar till droger.
En låt som spelades in under perioden var balladen "If You Let Me". Låten kom dock inte med på det slutliga albumet och släpptes officiellt först 1975 på outtakes-albumet Metamorphosis.

## Omslag
Fotot på albumomslaget togs av Gered Mankowitz som även fotograferat omslaget till Out of Our Heads. Bilden är tagen vid kullen Primrose Hill i Regent's Park, London. Andra bilder som togs vid fototillfället användes senare på samlingsalbumet More Hot Rocks (Big Hits & Fazed Cookies) 1972. På albumets baksida fanns en tecknad serie på rim som ritats av Charlie Watts. 

## Titel
Det var också Watts som gav albumet dess titel när han på frågan om på vad albumet skulle heta svarade: It's between the buttons", med vilket han menade att inget var bestämt än. Albumet fick sedan denna titel.

## Låtlista
Samtliga låtar är skrivna av Mick Jagger och Keith Richards.

### Brittisk version
Sida ett
1. "Yesterday's Papers" - 2:05
2. "My Obsession" - 3:18
3. "Back Street Girl" - 3:28
4. "Connection" - 2:10
5. "She Smiled Sweetly" - 2:45
6. "Cool, Calm & Collected" - 4:19

Sida två
1. "All Sold Out" - 2:18
2. "Please Go Home" - 3:18
3. "Who's Been Sleeping Here?" - 3:57
4. "Complicated - 3.16
5. "Miss Amanda Jones" - 2:48
6. "Something Happened to Me Yesterday" - 4:55

### Amerikansk version
Sida ett
1. "Let's Spend the Night Together" - 3:29
2. "Yesterday's Papers" - 2:20
3. "Ruby Tuesday" - 3:12
4. "Connection" - 2:13
5. "She Smiled Sweetly" - 2:42
6. "Cool, Calm & Collected" - 4:15

Sida två
1. "All Sold Out" - 2:15
2. "My Obsession" - 3:20
3. "Who's Been Sleeping Here?" - 3:51
4. "Complicated" - 3:18
5. "Miss Amanda Jones" - 2:48
6. "Something Happened to Me Yesterday" - 4:58

## Listplaceringar
| Lista (1967)   | Position            |
| -------------- | ------------------- |
| Finland        | 9                   |
| Frankrike      | 25                  |
| Kanada         | 2 (RPM)             |
| Norge          | 2 (VG-lista)        |
| Storbritannien | 3 (UK Albums Chart) |
| USA            | 2 (Billboard 200)   |
| Västtyskland   | 2                   |